# Rionegro del Puente
Rionegro del Puente (en carballés Rionegru) es un municipio y localidad española de la provincia de Zamora y de la comunidad autónoma de Castilla y León. 
Es cabeza de la comarca de La Carballeda y en su término municipal se encuentran las localidades de Rionegro del Puente, Santa Eulalia del Río Negro, Valleluengo y Villar de Farfón.

## Geografía
Integrado en la comarca de La Carballeda, se sitúa a 84 kilómetros de la capital provincial. El término municipal está atravesado por la autovía de las Rías Bajas A-52 entre los pK 45 y 51, así como por las carreteras nacionales N-525 (discurre paralela a la autovía) y N-631 (permite la comunicación con Zamora) y por la carretera provincial ZA-111, que conecta con Molezuelas de la Carballeda. 
El relieve del municipio, predominantemente llano, está influido por la presencia del río Negro y del río Tera, desembocando el primero en el segundo al sur de la localidad. El río Tera represa sus aguas al sur del municipio en el embalse de Nuestra Señora de Agavanzal, que hace de límite con Otero de Bodas. La altitud del municipio oscila entre los 901 metros al oeste del territorio y los 790 metros en el embalse. El pueblo se alza a 806 metros sobre el nivel del mar. 
| Noroeste: Manzanal de los Infantes | Norte: Peque        | Noreste: Molezuelas de la Carballeda |
| Oeste: Mombuey                     |                     | Este: Vega de Tera                   |
| Suroeste: Villardeciervos          | Sur: Otero de Bodas | Sureste: Calzadilla de Tera          |

Su entorno natural es de enorme riqueza, cercano a la sierra de la Culebra, la sierra de la Cabrera Baja y al lago de Sanabria, en el que se ha conservado una rica y variada fauna (lobos, jabalíes, corzos y cigüeñas, entre otras especies). Su casco urbano está atravesado por el río Negro y por el Camino de Santiago Sanabrés, cuya revitalización sirvió para que en el año 2007 se restaurara el antiguo "hospital de peregrinos" de la cofradía de los Falifos con el fin de que continuara en época actual con su ancestral y primigenia misión de atender a los peregrinos que se dirigen a Santiago por esta ruta.
En sus inmediaciones se encuentra el paraje conocido como El Empalme que es una intersección de las actuales carreteras nacionales N-525 y N-631, tramos de la antigua carretera Villacastín-Vigo.

## Historia
En la Edad Media, Rionegro del Puente quedó integrado en el Reino de León, cuyos monarcas acometieron la repoblación del oeste zamorano.
Posteriormente, durante la Edad Moderna, estuvo integrado en el partido de Mombuey de la provincia de Zamora, tal y como reflejaba en 1773 Tomás López en Mapa de la Provincia de Zamora.
Así, al reestructurarse las provincias y crearse las actuales en 1833, Rionegro se mantuvo en la provincia zamorana, dentro de la Región Leonesa, integrándose en 1834 en el partido judicial de Puebla de Sanabria.
En torno a 1850, el término de Rionegro del Puente tomó su extensión actual, al integrar en su seno a las localidades de Garrapatas (actual Santa Eulalia), Valleluengo y Villar de Farfón.

## Geografía humana

### Núcleos de población
El municipio se divide en cuatro núcleos de población, que poseían la siguiente población en 2024 según el INE.
| Núcleo de población         | Población |
| --------------------------- | --------- |
| Rionegro del Puente         | 135       |
| Santa Eulalia del Río Negro | 79        |
| Valleluengo                 | 8         |
| Villar de Farfón            | 10        |

### Demografía
Cuenta con una población de 234 habitantes (INE 2024).
| Gráfica de evolución demográfica de Rionegro del Puente entre 1842 y 2021 |
| |
| Población de derecho según los censos de población del INE Población de hecho según los censos de población del INEEntre el censo de 1857 y el anterior, crece el término del municipio porque incorpora a 495059 (Garrapatas), 495155 (Valleluengo) y 495167 (Villar de Farfón) |

## Símbolos
Escudo
Escudo medio partido y cortado 11 de azur, jarrón con azucenas de plata. 2.º De oro, roble arrancado de sinople. 3.º De gules, puente de plata, mazonado de sable, sobre ondas de plata y sable. Al timbre corona real cerrada.
Bandera
Bandera rectangular de proporciones 2:3, formada por una franja por franja diagonal del ángulo inferior del asta al superior del batiente, negra, fileteada de blanco, siendo el triángulo del asta azul y rojo el del batiente.

## Monumentos y lugares de interés
Entre su patrimonio, destaca el «Santuario de la Virgen de la Carballeda», cuyo templo es propiedad de la cofradía de los Falifos o Farapos, que está construida sobre una pequeña capilla de origen románico. Este edificio fue ampliado en los siglos XIV y XV, completado en los siglos XVII y XVIII. Del inmueble destaca su espectacular torre de más de 20 metros de altura, construía en piedra de sillería. Las naves del edificio están separadas mediante cuatro arcos agudos y sobre pilares muy cortos, con dos columnas semi-adheridas. Llaman la atención las cadenas que se encuentran colgadas en el arco de entrada al templo, cuyo presencia quiere representar la redención de quienes tienen cuentas con la justicia. En su interior se encuentra la venerada imagen de la virgen de la Carballeda, patrona de la comarca, que es objeto de especial fiesta el tercer domingo de septiembre, con actos religiosos y no religiosos, como la organización de una feria. Además en su interior se pueden contemplar diversas tallas, frescos y un monumento funerario considerado único en su categoría, un tumbo de 5 metros de alto construido en 1722 por Tomás Montesino con madera de nogal.
Destaca la presencia de los restos de la «iglesia parroquial de Santiago Apóstol», prácticamente desaparecida tras el incendio sufrido. De ella se conserva el acceso al campanario por la escalera y la espadaña rematada en triángulo. Además tiene adosado el cementerio.
De la arquitectura civil, destaca el «puente sobre el río Negro», que da nombre a la población, y el «palacio de Losada», casa natal del fundador de Caracas, Diego de Losada, en la que aún se conserva su blasón. Este edificio ha sido restaurado en 1992, transformándolo en centro cultural que alberga la biblioteca, la oficina de turismo y las salas del museo etnográfico. En la plaza han colocado un busto en recuerdo de Losada, insigne hijo de Rionegro.
El «antiguo hospital» o «casa de la Virgen», que ha sido hospital, albergue de peregrinos, escuela y casa de comidas. En la actualidad, sobre su solar se ha construido el actual albergue de peregrinos, intentando recrear lo que fue el viejo edificio. Este albergue es cuidado por la cofradía de los Falifos, cuya historia se encuentra íntimamente ligada al Santuario de la Virgen de la Carballeda.
Por último, destaca la «casa parroquial», de uso compartido con la cofradía de los Falifos, y el «Instituto», denominación que se debe a que a comienzos del siglo XX albergó un centro de estudios.

## Cultura

### Fiestas
El tercer fin de semana de septiembre se celebra la «Romería de la Carballeda», en honor de la virgen de la Carballeda. Todas las personas de los pueblos cercanos se reúnen en Rionegro del Puente para presenciar el gran gentío que hay, y ver a la virgen llevada a hombros de todos los habitantes.
Los niños le llevan flores a la virgen atajados con trajes típicos, mientras los gaiteros tocan rondas populares. Se hace una gran feria en el pueblo, con conciertos de música actual, atracciones, tómbolas y casetas donde se puede  degustar el pulpo a la carballesa, típico de la zona.

## Personas destacadas

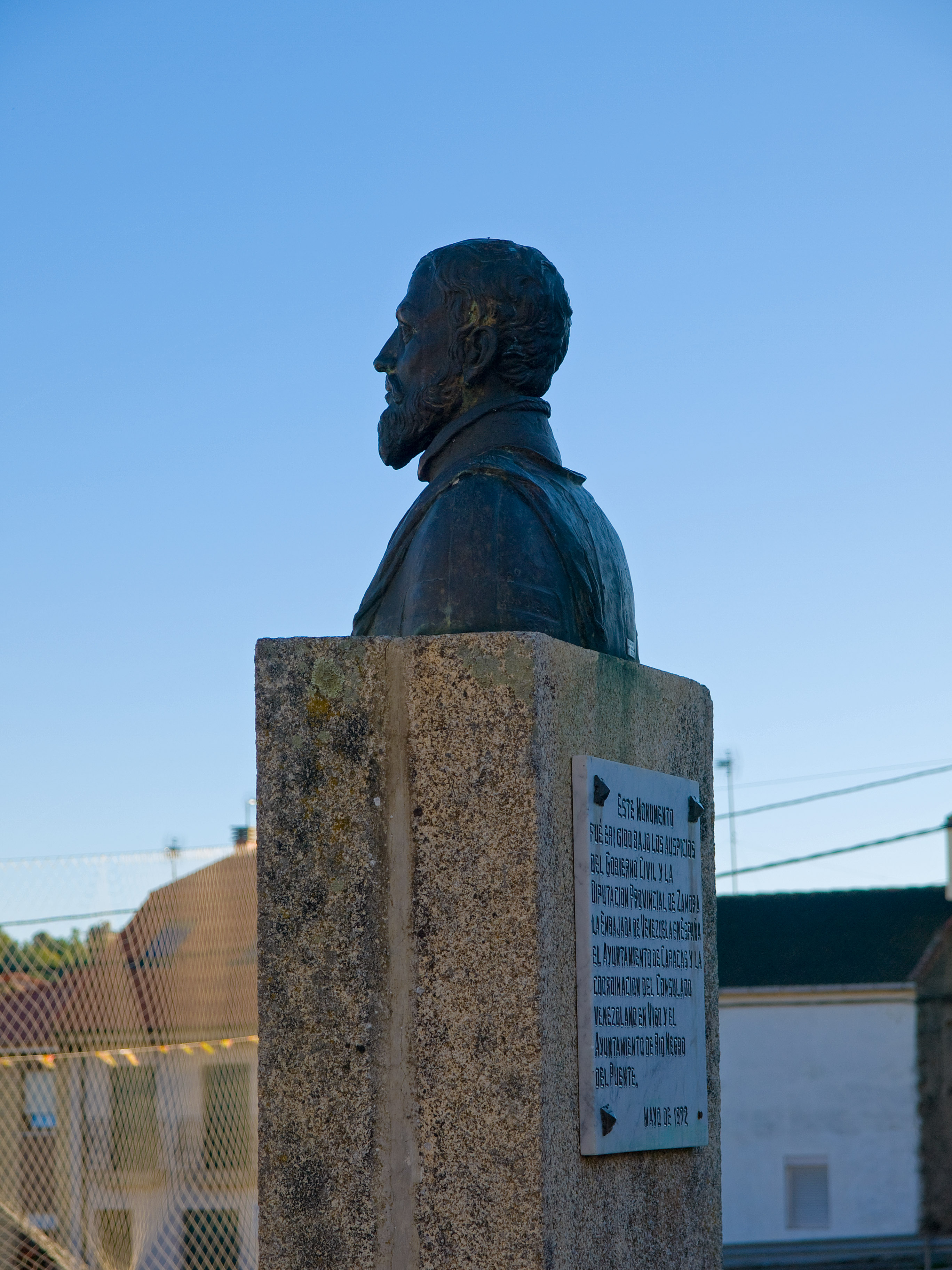
Monumento a Diego de Losada

- Diego de Losada, conquistador y fundador de Caracas y del puerto de Caraballeda nació en Rionegro, en la casa solariega denominada "el palacio", y fue bautizado en la iglesia de Santiago Apóstol, antigua parroquia de rionegro, de la que actualmente solo se conserva la espadaña de la torre y el cementerio, ya que en la actualidad la parroquia es el Santuario de Nuestra Señora de la Carballeda. Otras fuentes mantienen la teoría que la localidad de origen de Diego de Losada es Santa Eulalia del Río Negro basándose esencialmente en la existencia de la casa que regentaba su familia en esta localidad.